# 朧谷寿
朧谷 寿（おぼろや ひさし、1939年3月27日 - ）は、日本の歴史学者。同志社女子大学名誉教授。

## 略歴
新潟県生まれ。同志社大学文学部文化学科文化史学専攻卒業。平安博物館助教授、同志社女子大学短期大学部教授、同志社女子大学学芸学部教授、同大学現代社会学部教授などを歴任。2009年に定年退職し、同大学名誉教授。2005年、第23回京都府文化賞功労賞受賞。公益財団法人古代学協会理事長、社団法人紫式部顕彰会副会長。平安朝史、特に邸宅研究を専門とするが、一般向けの著書でも知られる。旧姓は鮎沢。2024年、地域文化功労者。

## 著書
- 『清和源氏』教育社歴史新書 1984
- 『源頼光』吉川弘文館「人物叢書」 1989、オンデマンド版　2024　ISBN　	9784642751605
- 『日本の歴史 6 王朝と貴族』集英社 1991
- 『藤原氏千年』講談社現代新書 1996
- 『源氏物語の風景 王朝時代の都の暮らし』吉川弘文館 1999、オンデマンド版　2017　ISBN　9784642754729
- 『平安貴族と邸第』吉川弘文館 2000、オンデマンド版　2013　ISBN　9784642042314
- 『藤原道長 男は妻がらなり』ミネルヴァ書房「ミネルヴァ日本評伝選」 2007
- 『堀河天皇吟抄 院政期の雅と趣』ミネルヴァ書房「叢書・知を究める」 2014
- 『平安王朝の葬送 死・入棺・埋骨』思文閣出版 2016
- 『藤原彰子 天下第一の母』ミネルヴァ書房「ミネルヴァ日本評伝選」 2018

### 共著・監修
- 『素麺史料集』五島邦治共編 三輪そうめん山本 1985
- 『平安京の邸第』加納重文・高橋康夫共編 望稜舎 1987
- 『まんが　日本の歴史[3]　～[２]平城京から平安京へ　[３]武士の興りと鎌倉幕府』[２]は鬼頭清明共著、[３]は五味文彦・横井清共著　小学館　1992
- 『源氏物語五十四帖を歩く』監修 日[ビ]貞夫写真 JTB キャンブックス 1999
- 『光源氏が見た京都 千年の古都に『源氏物語』がよみがえる』福嶋昭治共著 中田昭写真 学習研究社 ムック・美ジュアル日本 2003
- 『藤原道長』監修 ポプラ社 徹底大研究日本の歴史人物シリーズ 2003
- 『秋京都 2006』監修 扶桑社 2006（ほか夏、春、冬）
- 『源氏物語を歩く』監修 JTBパブリッシング 2008
- 『日本の歴史 1　旧石器～平安時代』山岸良二・瀧浪貞子共監修 ポプラ社 ポプラディア情報館 2009
- 『平安京とその時代』山中章共編 思文閣出版 2009

## 論文
- <朧谷寿